# የ
Cette page contient des caractères éthiopiques. En cas de problème, consultez Aide:Unicode ou testez votre navigateur.
የ (« yä ») est un caractère utilisé dans l'alphasyllabaire éthiopien comme symbole de base pour représenter les syllabes débutant par le son /j/.

## Usage
L'écriture éthiopienne est un alphasyllabaire ou chaque symbole correspond à une combinaison consonne + voyelle, organisé sur un symbole de base correspondant à la consonne et modifié par la voyelle. የ correspond à la consonne « y » (ainsi qu'à la syllabe de base « yä »). Les différentes modifications du caractères sont les suivantes :
- የ : « yä »
- ዩ : « yu »
- ዪ : « yi »
- ያ : « ya »
- ዬ : « yé »
- ይ : « ye »
- ዮ : « yo »
- ዯ : « yoä »

የ est le 18e symbole de base dans l'ordre traditionnel de l'alphasyllabaire.

## Historique

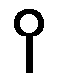
Caractère « y » de l'alphabet arabe méridional.

Le caractère የ est dérivé du caractère correspondant de l'alphabet arabe méridional.

## Représentation informatique
- Dans la norme Unicode, les caractères sont représentés dans la table relative à l'éthiopien[1] :
  - የ : U+12E8, « syllabe éthiopienne yä »
  - ዩ : U+12E9, « syllabe éthiopienne you »
  - ዪ : U+12EA, « syllabe éthiopienne yi »
  - ያ : U+12EB, « syllabe éthiopienne ya »
  - ዬ : U+12EC, « syllabe éthiopienne yé »
  - ይ : U+12ED, « syllabe éthiopienne ye »
  - ዮ : U+12EE, « syllabe éthiopienne yo »
  - ዯ : U+12EF, « syllabe éthiopienne yoä »